# ایسوماتوگنوژیا
اِیسوماتوگنوژیا (انگلیسی: Asomatognosia) نوعی اختلال عصبی است که طی آن، فرد مبتلا از وجود یکی از بخش‌های بدن خود آگاه نیست و وجودِ آن را انکار می‌کند. این انکار ممکن است کلامی باشد و به زبان بیاید یا آنکه در رفتارها و عملکرد فرد مشهود باشد. گاهی حتی فرد آن قسمت از بدن خود را متعلق به فرد دیگری می‌انگارد که نوعی هذیان به نام سوماتوپارافرینیا است. گاهی ممکن است بتوان آن عضو فرد را به او نشان داد و موقتاً این فکر اشتباه را از ذهن او پاک کرد. برخی پژوهشگران تمرکز خود را بر وجود غفلت یک‌سویه در این بیماران گذاشته‌اند.

اِیسوماتوگنوژیا عموماً ناشی از آسیب به لوب آهیانه‌ای راست است (مثلاً وقوع سکتهٔ مغزی در آن ناحیه) و بیشتر بیماران وجود دست، پا، نیمهٔ سر یا پستان را در سمت چپ بدن خود انکار می‌کنند. اِیسوماتوگنوژیا در آسیب‌های لوب پیشانی-چشمی (orbitofrontal) و آهیانه‌ای-گیجگاهی هم دیده می‌شود.